# Hermann Kornfeld
Hermann Kornfeld (ur. 27 października 1840 w Poznaniu, zm. po 1914) – niemiecki lekarz psychiatra i specjalista medycyny sądowej.
Syn talmudysty Samuela Kornfelda i Henriette Eger, wnuk Akiwy Egera. Studiował w Berlinie i Wrocławiu. Tytuł doktora medycyny otrzymał w 1863 roku. Od 1864 do 1871 był asystentem oddziału dla chorych umysłowo w Szpitalu Wszystkich Świętych we Wrocławiu. Odbywał podróże naukowe do Anglii, Szkocji i Italii. Od 1882 praktykował w Grottkau.
Był autorem wielu prac naukowych, tłumaczył na niemiecki prace Blandforda i Tuke'a.

## Wybrane prace
- Paralyse der Irren beim weiblichen Geschlecht (Berlin 1877)
- Natürlicher Tod und abnorme Todesarten
- Über den Sitz der Geistesstörungen (1878)